# ياسين زايد
ياسين زايد (23 سبتمبر 1971 - 12 ديسمبر 2021) مُناضل حقوقي ونقابي حُر عضو المكتب الوطني للرابطة الجزائرية للدفاع عن حقوق الإنسان، وعضو التنسيقية الوطنية للتغيير الديمقراطي، علاوة على كونه ممثل الشرق الأوسط وشمال أفريقيا في الاتحاد الدولي لعمال الأغذية (UITA).

## النشاة
ولد ياسين زايد في 23 سبتمبر 1971 بالأغواط وبعد وفاة والدته سنة 1972 قامت جدته من أمهِ بتربيته في سيدي بلعباس وبها نشأ وترعرع ودرس إلى غاية وفاة جدته في 2006 حيث عاد للعيش في مسقط رأسه بالأغواط. رغم تكوينه التقني إلا أن اهتماماته المتشعبة لم تمنعه من أن يكرس نفسه لخدمة العمل الإنساني، وهو الذي أفرج كرب العديد من العائلات المعوزة بفضل حملاته المتواصلة على شبكة فايس بوك، لقي نشاطه اهتماما إعلاميا لمختلف المحطات الإعلامية والقنوات والمواقع والمنتديات العالمية لما يسعى إلى تحقيقه من تضامن وتكافل اجتماعي.

## النشاط النقابي
مُنذ 21 جانفي 2004 اشتغل ياسين زايد كعون أمن لدى شركة (Eurest Support Services) التابعة إلى مجموعة (Compass)، وفي جوان 2004 وُعد بترقيته كمدير للأمن بالشركة نظراً للمصداقية ٱلتي عُرف بها، وصرامته في أداء العمل المنوط به، وكذا مؤهلاته العلمية والمهنية، والخِبرة الواسعة التي اكتسبها في مجال عمله ومحيطه. وفي سبتمبر 2006 بدأ تذمر العمال يزداد نتيجة أساليب التعامل وسوء الأوضاع المهنية والمعيشية التي كانت سائدة في الشركة، وكان ذلك على خلفية تفاقم المشاكل والمعاناة في إطار الوظيفة لدى (ESS). وتجدر الإشارة أن ما زاد من تفاقم الوضع في الشركة هو تحديدا مظاهر التعجرف والاحتقار غير المحتملة التي كانت إدارة الشركة وكذا إطاراتها العليا تمارسها على العمال. وفي أكتوبر 2006 شهدت هذه المرحلة تدهوراً في وضعية عمال الشركة نحو الأسوأ وزادت معاناة العمال، لتمس خدمات الإيواء والإطعام، والتي باتت مؤسفة ومتدنية يوما بعد يوم. وفي زخم تلك الأوضاع، أخذت المعايير المهنية والإنسانية في نوفمبر 2006 تشهد اختلالا وتحولا إلى عوامل إستفزاز بالنسبة للموظفين والعمال، خاصة مع قيام مدير العمليات بيل جويل Bill Joel وهو من أصول بلجيكية بإهانة الموظفين مع إستعماله مصطلحات تمس بالحرية والسيادة الوطنية مثل جملته المشهورة في أوساط العمال وموظفي الشركة: "Vous, les algériens, vous ne méritez pas l’indépendance" وتعني «أنتم الجزائريين لا تستحقون الاستقلال»
وفي حديث مع المحور عن هذه الحادثة يقول ياسين زايد وقد كانت هذه الإهانات هي القطرة التي أفاضت الكأس. ودخلت القضية قاعات المحاكم، بتاريخ 1 جويلية 2007 قضى رئيس محكمة حاسي مسعود ب 3 أشهر سجنا نافذة وغرامة مالية في حق مدير العمليات. ولكن 15 يوما بعد إصدار الحكم، تم تغيير الحكم إلى غرامة مالية قدرها 50.000 دج فقط والغريب في الأمر أن ياسين تلقى شخصيا مكافأة مالية في ديسمبر 2006 مع رسالة شكر من الشركة، أمتناناً وتشجيعا على جهوده الجبارة في العمل ووفائه للشركة.

## نقله لمعاناة الناس
في يوم الثلاثاء 25 أوت 2008، وفي خرجة غير متوقعة فاجأ وزير الشؤون الدينية والأوقاف الجزائري بو عبد الله غلام الله الجميع بتصريح في برنامج "النقاط على الحروف" الذي يُبث عبر الإذاعة قال فيه أنه لا يوجد فقراء في الجزائر، معتبراً الحديث عن الفقر هو من ٱختراع وسائل الإعلام. وأضاف الوزير "أنه لا وجود للفقر في الجزائر، معتبرا أن ذهاب 1.5 مليون جزائري سنويا إلى تونس من أجل قضاء عطلتهم، وكذا سفر مئات الآلاف من الجزائريين إلى البقاع المقدسة من أجل الحج والعمرة دليل على أنه لا يوجد فقر في بلاده. واعتبر غلام الله أن وسائل الإعلام هي التي اخترعت وجود الفقر، وتتحدث عنه بكثير من المبالغة وباستمرار، بينما الجزائريين يعيشون وضعا آخر تماما.
مما دفع بياسين زايد إلى الرد على تصريحات وزير الشؤون الدينية بطريقته الخاصة حيث حمل كاميرا وراح يجوب البلاد ليُوثق بالصوت والصورة عشرات الحلات لعائلات جزائرية غارقة في البؤس والشقاء ونهشها الفقر والمرض وقام بنشر تلك الفيديوهات على الشبكة العنكبوتية خصوصا على الموقع الاجتماعي المشهور فايس بوك ويوتوب، ومن بين تلك الحالات التي قام بتصويرها فيديو لعائلة اشتد بها فقر مدقع بإحدى المناطق النائية بولاية الأغواط، بطل الفيديو شيخ طاعن في السن يقطن رفقة عائلته في منطقة صعبة قاحلة تفتقد لأدنى شروط الحياة الكريمة، لا غاز ولا كهرباء، والأمر أنه يوجد فرد من العائلة معوق يضطر أفراد العائلة إلى ربطه بحبل خارج البيت حتى يتسنى للأفراد العائلة أن تتفادى هيجان المسكين الذي ما يفتأ يقاوم الفقر الذب ألم بعائلته وكذا مرضه المزمن الذي زاد العائلة نكبة. ومن بين الحالات التي أخرج ياسين زايد نكبتها إلى العلن العجوز رحمة، غير أن حملة التضامن التي رافقت هذه المبادرة، سرعان ما خرجت من دائرة التضامن على الفايس بوك، لتتلقى مساندات معنوية ومادية من مختلف المهاجرين الجزائريين من أوروبا وأمريكا، حيث تجاوز عدد المتطوعين على الشبكة العنكبوتية المليون مشترك، وفي آخر المطاف، أسدل الستار على قضية العجوز رحمة بمنحها شقة من طرف السلطات المحلية بالأغواط.

## إعتقالات ومضايقات
يوم 4 سبتمبر 2011 أُستُدعي ياسين زايد من قبل وحدة التحقيق الجنائي في مركز الشرطة الرئيسي بمدينة باتنة، الواقعة على بعد 500 كيلومتر من مدينة الأغواط حيث يقيم ياسين زايد. وقبل هذا الإستدعاء، لم يكن ياسين زايد قد ذهب إلى باتنة قط، ولا يزال أمراً غير معلوم سببُ إستدعائه للمثول لدى مركز شرطة في ولاية تبعد خمسمائة كيلومتر عن محل إقامته. بعد ظهر يوم الرابع سبتمبر، خضع ياسين زايد للإستجواب حول عمله مع الرابطة الجزائرية للدفاع عن حقوق الإنسان، ومع التنسيقية الوطنية للتغيير الديمقراطي، وعن مدوَّنته الإلكترونية، بالإضافة إلى عدد من نشاطاته الأخرى المتعلقة بالشبكات الاجتماعية. ووُجِّهت إليه أيضاً أسئلةٌ عن عضويته المزعومة في حركة جديدة تنشط على الإنترنت، تُسمى الشبيبة الشاوية للتغيير. وأرادت الشرطة أن تتحقق مما إذا كانت بعض أرقام الهواتف التي في حوزتهم محفوظةً على الهاتف النقَّال العائد إلى ياسين زيد. وطالبته بتوضيح ما تعنيه كلمتا الفساد والتغيير بالنسبة إليه. وٱستُجوب على نحو مكثَّف عن عائلته.
في 26 ابريل 2012 تم اعتقال ياسين زايد رفقة عبدو بن جودي، والأخضر بوزيني، وعثمان أوعميور مع ناشطين آخرين عندما نظموا اعتصاماً سلمياً أمام محكمة سيدي محمد بالجزائر العاصمة للمطالبة بالإفراج عن زميلهم المدافع عن حقوق الإنسان عبد القادر الخربة، وتم إستجواب المدافعين الأربعة عن حقوق الإنسان من قبل الشرطة بشأن قضايا تتصل بعملهم في مجال حقوق الإنسان، بما في ذلك دوافع نشاطهم، وأفرج عنهم في وقت لاحق دون توجيه اتهامات إليهم. ومع ذلك صدرت أوامر في 13 يونيو تحتم على الأربعة المثول أمام محكمة باب الواد في العاصمة الجزائرية يوم التاسع عشر من حزيران، بعد أن اتهموا بـ «التحريض على تجمع غير مسلح».
خلال الجلسة التي حضرها العشرات من أنصار المدافعين الأربعة عن حقوق الإنسان، وصف أحد محامي الدفاع المحاكمة بأن «لا أساس لها، لأن المدعى عليهم حملوا لافتات تدعو إلى تطبيق العدالة، وهو ما يدعو الرئيس نفسه إليه»، وطالب بالأدلة التي تثبت أن المدافعين عن حقوق الإنسان عمدوا بالفعل إلى«التحريض على تجمع غير مسلح». وأرجئت المحاكمة حتى 27 سبتمبر، ولم يتم تقديم أسباب لهذا التأجيل، الذي قال محامو الدفاع إنه «غير مبرر».
في 1 أكتوبر 2012 على الساعة الحادية عشر قبل دخول مدينة حاسي مسعود ب 10 كلم أوقف ياسين زايد من طرف قوات الأمن وبعد خوالي 10 دقائق أقتيد إلى مركز الأمن في ذات المكان ثم حول إلى وجهة مجهولة بسيارة نيسان رباعية الدفع مع 03 أشخاص بزي مدني.
وحول ظروف ٱعتقاله، قالت محاميته دليدة قاسي في تصريح لجريدة الوطن الجزائرية إن ياسين زايد كان على متن حافلة متجهة إلى مدينة حاسي مسعود، حين أوقف رجال من الشرطة الحافلة وأمروا ياسين بالنزول وطرحوا عليه عدة أسئلة، منها «لماذا جئت إلى هذه المدينة وماهي الأسباب». وأضافت المحامية «أن الشرطة قيدت يديه وانهالت عليه بالضرب قبل اقتياده إلى السجن»، مشيرة أنها سترفع دعوى قضائية ضد بعض عناصر الشرطة بتهمة الاعتداء على موكلها.

### ردود فعل على اعتقاله في ورقلة
أدانت عدة منظمات جزائرية ودولية لحقوق الإنسان واحزاب سياسية وشخصيات توقيف ياسين زايد و«استنكرت بشدة اعتقاله التعسفي والمعاملة السيئة التي كان ضحية لها» داعية إلى إطلاق سراحه «فورا» و«من دون شروط»، كما خرجت عدة مظاهرات وتجمعات في الجزائر العاصمة والأغواط وورقلة وحتى في فرنسا.
- يوم الخميس 4 أكتوبر نظم عشرات المواطنين تجمعا احتجاجيا، أمام مقر وزارة العدل، تعبيراً عن مساندتهم لياسين زايد. ورفع المحتجون أمام حضور شرطة مكافحة الشغب، صور ياسين زايد، هاتفين بضرورة إطلاق سراحه.

وفي نفس اليوم تجمهر عشرات الشباب، بساحة باب الجزائر بمدينة الأغواط، للمطالبة بإطلاق سراح ياسين زايد، حيث رفعوا شعارات تندد باعتقاله وتدعو للإفراج عنه، مطالبين بوضع حد للانتهاك المتواصل لحقوق الإنسان واستهداف الحقوقيين الذين يسعون للدفاع عن حقوق المواطنين والتنديد بالتعسف في استعمال السلطة.
- وطالب تجمع عائلات المفقودين في الجزائر والرابطة الجزائرية للدفاع عن حقوق الإنسان والنقابة الوطنية المستقلة لمستخدمي الإدارة العمومية والشبكة الأوروبية المتوسطية لحقوق الإنسان وشبكة المحامين للدفاع عن حقوق الإنسان في بيان مُشترك٬ «بوضع حد للمضايقات القضائية في حق ياسين زايد والتي ليس الهدف منها سوى معاقبته عن دوره في الدفاع عن حقوق الإنسان ومعاقبة كافة النقابيين والناشطين الحقوقيين في الجزائر».
- وصف حزب جبهة القوى الاشتراكية الذي يتزعمه حسين آيت أحمد هذا الاعتقال «بالتعسفي» داعيا إلى إطلاق سراحه فورا. وتساءل الحزب في بيان نشرته الصحافة الجزائرية «عما إذا كان السفر إلى مدينة حاسي مسعود الاستراتيجية أصبح مسموحا فقط لبعض الأشخاص وليس لجميع الجزائريين».
- انتقد حزب التجمع من أجل الثقافة والديمقراطية سلوك النظام الجزائري قائلا إن هذا النظام غير قادر على تقبل أي تعبير ديمقراطي متحضر سواء كان جماعي أو فردي مضيفا أن النظام الجزائري لا يهتم سوى بمصالحه.
- عضو أمانة حركة رشاد، محمد العربي زيتوت أدان بشدة ماحصل لياسين زايد واعتبره "استمراراً للجرائم النظام الجزائري الذي لم يترك شيء في الجزائر الا ودمره ابتداء من الإنسان وإلى الطبيعة والبيئة وحول الجزائر إلى شبه سجن كبير" واضاف "ان القاضي في نهاية المطاف يطبق التعليمات التي تأتيه من مسؤول المخابرات، ووصف مؤسسة القضاء بانها "لعبة في يد مجموعة خرَّبت الجزائر بكل المقاييس" واضاف زيتوت "وفي نفس الوقت لدي شعور بالارتياح لأن النظام يرتكب أخطاء متواصلة لأن ياسين زايد أصبح معروف على مستوى العالم".[10]
- الناشط في الدفاع عن حقوق الإنسـان كمال الدين فخار قال ان هذه «الحادثة المستفزة تشكل حلقة من الحرب القذرة الغير أخلاقية والغير المتكافئة بين شباب جزائري مناضل مسالم أعزل من جهة ومن جهة أخرى مختلف الاجهزة القمعية التابعة لنظام متعفن متهالك بائس الذي صار بعد الربيع العربي كالوحش الجريح الذي أحس بدنو أجله وقرب نهايته فصار يتخبط وينقض على كل من يتحرك» واضاف «نندد بهذه التصرفات التي تسيء إلى سمعة الجزائر في المحافل الدولية وتضعها في قائمة الدول المتخلفة في إطار احترام حقوق الإنسان وحرياته، وندعو الجميع لإبراز كل أوجه المساندة والتضامن مع المناضل الحقوقي ياسين زايد حتى اطلاق سراحه في أقرب الآجال، مع ضرورة الإستمرار في النضال السلمي بكل إصرار حتى تحقيق وتجسيد دولة القانون ميدانيا».[11]

### محاكمته
في يوم الإثنين 8 أكتوبر 2012 أدانت محكمة ورقلة، ياسين زايد، بـ 6 أشهر سجنا موقوفة النفاذ وغرامة مالية قدرها 10 آلاف دج تدفع كتعويض للخزينة العمومية، وترافع لصالح ياسين زايد 12 محاميا من شبكة المحامين للدفاع عن حقوق الإنسان والرابطة الجزائرية للدفاع عن حقوق الإنسان يتقدمهم رئيس الرابطة نور الدين بن يسعد.
وقال منسق شبكة المحامين للدفاع عن حقوق الإنسان أمين سيدهم إن «الملف لا يحتوي على أي دليل يدين زايد، لكن المهم أنه سيغادر السجن»، مضيفا بالقول «سنستأنف الحكم لأنها قضية مبدأ».
ومن جانبه أكد المحامي والقيادي في الرابطة الجزائرية للدفاع عن حقوق الإنسان صالح دبوز أنه «غير راض عن الحكم فهو بمثابة تخويف لياسين زايد».وأضاف دبوز قائلا «يريدون أن يخوفوه حتى لا يقوم بأي نشاط آخر خوفاً من إعادته إلى السجن لينفذ الحكم الصادر في حقه».
وكانت النيابة قد وجهت للناشط الحقوقي ياسين زايد، تهمة «إهانة شرطي أثناء أداء مهامه»، بعد أن تم توقيفه الإثنين 1 أكتوبر، في حاجز للشرطة بورقلة، حين كان على متن حافلة ذاهبا نحو حاسي مسعود.

### معارضة العُهدة الرابعة
في 1 مارس 2014. شارك ياسين زايد رفقة صالح دبوز رئيس الرابطة الجزائرية للدفاع عن حقوق الإنسان في تنظيم احتجاج سلمي ضد ترشيح وإعادة انتخاب الرئيس عبد العزيز بوتفليقة لعهدة رئاسية رابعة، وضد الفساد السياسي في الجزائر. بساحة موريس أودان في العاصمة الجزائرية، استخدمت قوات الشرطة العنف في سحب المدافعَين عن حقوق الإنسان من مكان الاحتجاج - وتم اقتيادهما إلى مركز الشرطة، دون أن يلقيا معاملة سيئة أثناء الاحتجاز هناك، وقد تم الإفراج عنهما لاحقا دون توجيه اتهامات ضدهما.